# Clusia scrobiculata
Clusia scrobiculata är en tvåhjärtbladig växtart som beskrevs av Raymond Benoist. Clusia scrobiculata ingår i släktet Clusia och familjen Clusiaceae. Inga underarter finns listade i Catalogue of Life.